# Мальре (Франция)
Мальре́ (фр. Malleret, окс. Malerèt) — коммуна во Франции, находится в регионе Лимузен. Департамент коммуны — Крёз. Входит в состав кантона Ла-Куртин. Округ коммуны — Обюссон.
Код INSEE коммуны — 23119.

## Население
Население коммуны на 2010 год составляло 38 человек.
| 1962 | 1968 | 1975 | 1982 | 1990 | 1999 | 2010 |
| ---- | ---- | ---- | ---- | ---- | ---- | ---- |
| 100  | 89   | 75   | 61   | 44   | 46   | 38   |

## Экономика
В 2010 году среди 20 человек трудоспособного возраста (15—64 лет) 17 были экономически активными, 3 — неактивными (показатель активности — 85,0 %, в 1999 году было 53,6 %). Из 17 активных жителей работали 15 человек (12 мужчин и 3 женщины), безработных было 2 (1 мужчина и 1 женщина). Среди 3 неактивных 1 человек был учеником или студентом, 1 — пенсионером, 1 был неактивным по другим причинам.